# Iniö kyrka Sophia Wilhelmina
Iniö kyrka Sophia Wilhelmina ligger på ön Iniö som hör till Pargas stad i Åbolands skärgård. Kyrkan tillhör Väståbolands svenska församling inom Evangelisk-lutherska kyrkan i Finland.

## Historia

### Församlingen
Iniö bol var ett predikogäll under Tövsala församling och omtalas första gången 1526. Kapellet på Iniö nämns 1554 men ön hade ett kapell under medeltiden. Iniö blev år 1689 en självständig kapellförsamling under Tövsala och fick samtigt sin första egna kaplan. Kyrkostämman anhöll 1803 om att få bli en självständig församling men nekades detta. Först år 1908 blev Iniö församling självständig. Sedan år 2009 är Iniö åter en kapellförsamling och en del av Väståbolands svenska församling och av Pargas församlingsdistrikt.

### Äldre kapell
Iniö kyrkas innehav av en nattvardskalk och paten från 1400-talets tredje kvartal tyder på en längre historia av kyrklig verksamhet. En inventarieförteckning från år 1641 anger att det gamla kapellet var alldeles förfallet och stod på så sank mark att gravarna fylldes av vatten. Kapellet stod i Norrby vid det gamla vägskälet mellan vägarna till byarna Dalen och Söderby, ca 500 m söder om den nuvarande kyrkan. 
Ett nytt kapell uppfördes 1642 knappt 500 m norr om den nuvarande kyrkan på en plats som idag kallas Norröjen. Det köptes färdigt upphugget i Tranviks by i Sund. Grunden kan fortfarande ses och kapellets storlek var 10 x 14 meter med en sakristia på södra sidan på 4 x 4 meter. Kring kapellet finns en kyrkogård omgiven av en inhägnad av kyrkobalkar, som är timrade av stockar. De underhölls av sockenborna till 1936 då församlingen tog över ansvaret.

### Stenkyrkan
På sockenstämman 1790 beslöt man att en ny kyrka måste byggas då det gamla kapellet var bristfälligt och förfallet. Eftersom orten hade brist på timmer skulle den nya kyrkan byggas i gråsten söder om det äldre kapellet på en bergssluttning mot Norrby. Ritningar till kyrkan beställdes av muraråldermannen Johan Ahlström i Åbo. För att finansiera bygget uppbars två kollekter, en i Åbo stift 1793 och en i hela riket år 1800, De godkändes vid Överintendentsämbetet av hovintendenten Gustaf af Sillén år 1796 med vissa ändringar. Kyrkan uppfördes under åren 1797-1800 av kyrkobyggaren Mikael Piimänen.
Kyrkan är en långkyrka med ett smalare västtorn, troligen i början med en lökkupol, och en sakristia vid korgaveln. Kyrkans yttre mått är 20 x 11 meter, tornet och sakristian vardera 6 x 6 meter. Kyrkan invigdes på midsommardagen 1801 av biskopen i Åbo och Tövsala församlings kyrkoherde Jakob Gadolin. Kyrkan uppkallades efter kung Gustav IV Adolfs nyfödda dotter Sophia Wilhelmina, senare känd som storhertiginna av Baden. Kyrkogården på kyrkans södra sida omges sedan 1820-talet av en stenmur.
På långfredagen 1880 brann Iniö kyrka så att taket, tornet och inredningen totalförstördes. Länsarkitekten i Åbo och Björneborgs län Carl Johan von Heideken gjorde ritningar till reparationen som ett år senare var slutförd. Tornet fick en lanternin som påminner om Åbo domkyrkas tornhuv. Ingången fick en nygotisk tegelomramning och ovanför den sattes upp en trätavla som angav kyrkans grundläggningsår. Denna ersattes 1951 med en tavla av granit. Det inre brädvalvet ersattes av ett sadeltak och arkitekten planerade även den nuvarande predikstolen.
En orgelläktare uppfördes år 1894 men revs på 1960-talet. Altartavlan som skaffades år 1907 är målad av Wivi Munsterhjelm och föreställer herdarnas tillbedjan. I den stora reparationen åren 1967-1968 fick kyrkan värmeledning och elektrisk belysning. Orgeln flyttades till en plats bredvid altaret.

### Övrigt
Som en kuriositet kan nämnas att klockringningen i Iniö än i denna dag sker för hand. Helgmålsringningen sker dessutom alltid vid solnedgången i stället för kl. 18 som är brukligt i de flesta kyrkor.